# Gare de Kuala Lumpur
La gare de Kuala Lumpur est une gare ferroviaire malaisienne. C'est une gare de la ville de Kuala Lumpur, capitale du pays.
La gare est remarquable pour son architecture, adoption d'un mélange de styles orientaux et occidentaux.

## Histoire
Achevée en 1910, elle remplace une ancienne gare qui se trouvait sur le même site. L'actuelle infrastructure a été la plaque tournante ferroviaire de Kuala Lumpur pour les chemins de fer de États malais fédérés (en) et du Keretapi Tanah Melayu (chemin de fer malais), avant que la gare de Kuala Lumpur Sentral ne la remplace dans cette fonction en 2001.